# Gelei József (író)
Gelei József (Alacska, 1754. december 6. – Miskolc, 1838. március 1.) tanár, író, műfordító; a Magyar Tudományos Akadémia levelező tagja (1832).

## Pályája
Apja Alacskán református prédikátor volt. Gelei József iskoláit Miskolcon kezdte és Sárospatakon fejezte be. Ezt követően Bécsben Szacsvay Sándor Magyar Kurír című lapjának segédszerkesztője volt, közben latin és főként német munkákból fordított. 1790-ben a jászberényi középiskolában tanár lett. Minthogy II. József halála után a katolikus iskolákból a nem katolikus tanítókat elmozdították, Gelei előbb a kunhalasi református iskolában, majd 1807-ig Sárospatakon tanított. Nyugalomba vonulása után Miskolcon élt. Idős korában még megérte azt az örömet, hogy a Magyar Tudományos Akadémia levelező tagjának választotta.

## Munkái
- Ifjabbik Robinzon. Íródott a gyermekeknek gyönyörködtető és hasznos magok mulatságokra I. H. Kampe úr által. Fordítódott németből magyarra. Pozsony, 1787.

(Joachim Heinrich Campe száznál több kiadást megért Defoe-utánzata: Robinson der Jüngere (1779). A magyar fordítást Gyarmathi Sámuel nyelvtudós a maga neve alatt újból kinyomatta: Ifjabbik Robinzon, Kolozsvár, 1794). Ezzel a robinzonádok regénytípusát elsőként ismertette meg a magyar olvasókkal. Fordítását Kazinczy Ferenc a kassai Magyar Museumban keményen megbírálta (1788).
- Hallónak boldog estvéje ford. németből magyarra G. J. által. Pozsony, 1788. (Christian Friedrich Sintenis német író utópisztikus elbeszélő munkája: Hallo glücklicher Abend, 1783).
- Természeti História. III. rész. Az ásványok országa. Készíttetett a sárospataki református humán oskolák számára. Sárospatak, 1811. (Az I. részt id. Emődy István, a II. részt Vadnay József írta.)

Moses Mendelssohn Phaedon című művét (1767) is lefordította; ez azonban, valamint XVI. Lajos és hitvese élete című munkája kéziratban maradt (utóbbi az MTA levéltárában).